# Jairo Salas
Jairo Alonso Salas Atehortua (* 2. Juni 1984 in Amagá) ist ein kolumbianischer Radrennfahrer. Er gewann während seiner Karriere bis einschließlich 2016 insgesamt acht Rennen des internationalen Kalenders, darunter fünf Abschnitte der Vuelta a Guatemala und drei der Vuelta a Colombia. Außerdem gewann er 2005 und 2013 zwei Etappen des Clásico RCN.

## Erfolge
2006
- drei Etappen Vuelta a Guatemala

2007
- eine Etappe Vuelta a Guatemala

2008
- eine Etappe Vuelta a Guatemala

2011
- eine Etappe Vuelta a Colombia

2014
- eine Etappe Vuelta a Colombia

2016
- eine Etappe Vuelta a Colombia

## Teams
- 2007 Colombia Es Pasion
- 2009 Colombia Es Pasion
- 2013 Aguardiente Antioqueño-Lotería de Medellín-IDEA
- 2014 Aguardiente Antioqueño-Lotería de Medellín-IDEA
- 2015 Orgullo Antioqueño